# Oujya Ressou – Instrumental Best Album
Albums de Yngwie Malmsteen
The Genesis
(2002) Unleash the Fury
(2005)
Oujya Ressou – Instrumental Best Album est un album de compilation d'Yngwie Malmsteen, sorti en 2004.
Ces 15 titres sont des instrumentaux enregistrés entre 1994 et 2000, y compris Brothers et Dawn. Avec comme bonus japonais la version live de Far Beyond The Sun,.

## Titres
1. Brothers - The Seventh Sign – 3:47
2. Dawn - Magnum Opus - 4:25
3. Air On A Theme – Facing the Animal - 1:43
4. Blitzkrieg – Alchemy - 4:14
5. Blue – Alchemy - 4:11
6. Asylum I- Asylum – Alchemy - 4:07
7. Asylum II - Sky Euphoria – Alchemy - 3:19
8. Asylum III - Quantum Leap – Alchemy - 3:55
9. Power And Glory - Takada's Theme - I Can't Wait - 4:25
10. Molto Arpeggiosa - War to End All Wars - 4:14
11. Preludium - War to End All Wars - 2:26
12. Instru - Mental Institution - War to End All Wars - 3:56
13. Treasure From The East - War to End All Wars - 3:52
14. Requiem - War to End All Wars - 4:03
15. Far Beyond The Sun (live) – Double LIVE! - 9:15